# Wii Fit U
Wii Fit U ist ein Sport- und Fitnessspiel für die Wii U und ist der Nachfolger des erfolgreichen Wii-Spiels Wii Fit Plus. Wii Fit U verwendet zur Steuerung neben dem Wii U GamePad auch das von den Vorgängern bekannte Wii Balance Board. Das Spiel wurde auf der Electronic Entertainment Expo 2012 angekündigt.

## Gameplay
Der Fokus von Wii Fit U liegt darin, den Spieler durch Fitnessübungen wie Yoga oder Krafttraining körperlich und physisch zu beanspruchen. Das Wii Balance Board dient als Hilfsmittel, um bei entsprechenden Übungen den Körperschwerpunkt zu finden und um das Körpergewicht zu messen. Wii Fit U wurde entwickelt, um auch ohne Fernseher direkt auf dem Display des Wii U GamePads spielbar zu sein. Alle Übungen lassen sich auch direkt darauf anzeigen und ausführen. Zudem kann der Spieler Daten wie den Verlauf des eigenen Körpergewichts direkt abrufen. Existierende Spielstände von Wii Fit (Plus) lassen sich in Wii Fit U importieren.

## Fit Meter
Allen Versionen des Spiels ist zusätzlich ein Fit Meter beigelegt. Dabei handelt es sich um einen Pedometer, welcher den täglichen Energieverbrauch misst und über die Infrarotschnittstelle des Wii U GamePads in das Spiel übertragen werden kann.

## Entwicklung
Wii Fit U wurde auf der Electronic Entertainment Expo 2012 angekündigt und wurde von Nintendo Entertainment Analysis & Development unter der Leitung von Tadashi Sugiyama entwickelt.